# 영국 수어어족
영국 수어어족(영어: British Sign Language family) 혹은 영국 오스트레일리아 뉴질랜드 수어(영어: British, Australian and New Zealand Sign Language)은 영국 수화, 오스트레일리아 수화, 뉴질랜드 수화를 서로 방언 관계로 보아 합쳐 부르는 말이다. 이들 언어는 많은 어휘와 지문자를 공유한다. 영국, 북아일랜드, 남아프리카공화국, 뉴펀들랜드 래브라도주, 오스트레일리아, 뉴질랜드에서 쓰인다.

## 같이 보기
- 프랑스 수화어족